# Bull Bank
Bull Bank – stromy brzeg (bank) w kanadyjskiej prowincji Nowa Szkocja, w hrabstwie Guysborough (45°04′45″N, 61°46′07″W), na południowym wybrzeżu wyspy Holland Harbour Island; nazwa urzędowo zatwierdzona 24 kwietnia 1962.